# Thomas Leberfinger
Thomas Leberfinger (* 5. Januar 1990 in Rosenheim) ist ein deutscher Fußballspieler.

## Karriere
Thomas Leberfinger spielte zuerst in seiner Heimat beim SV Riedering und dann beim TSV 1860 Rosenheim. Von dort wechselte er in der B-Jugend zum Wacker Burghausen. Dort war er bis 2009 Jugendspieler und wurde in seinem letzten Jugendjahr bereits in der U-23 in der Landesliga Süd eingesetzt.
Nach seinem Wechsel in den Seniorenbereich dauerte es bis zum 34. Spieltag, bis der vielseitige Defensivspieler kurz vor Spielende seine erste Einwechslung in das Profiteam in der 3. Liga bekam. Zwei weitere Kurzeinsätze folgten an den letzten beiden Spieltagen. In der Saison 2010/11 spielte er anfangs noch in der zweiten Mannschaft, schließlich wurde er aber immer öfter in der ersten aufgeboten und stand in den meisten Partien der Rückrunde in der Startaufstellung. Dabei wurde er vorzugsweise vor der Abwehr im defensiven Mittelfeld eingesetzt. Im Frühjahr 2011 verlängerte er seinen Vertrag um ein Jahr.
Aufgrund seiner Ausbildung zum Industriekaufmann konnte er den zeitlichen Aufwand im Profi-Betrieb in Burghausen nicht mehr aufbringen und schloss sich so zu Beginn der Saison 2015/16 dem Regionalligisten TSV Buchbach an.